# Carlos Damin
Carlos Fabián Damin (Bragado, Buenos Aires, Argentina; 19 de septiembre de 1965) es un médico, científico y profesor universitario argentino especializado en Toxicología. Es Investigador y profesor titular plenario de Toxicología en la Facultad de Medicina de la Universidad de Buenos Aires. Es además el Jefe de la División Toxicología del Hospital Fernández de la Ciudad de Buenos Aires e Integrante de la Red Científica Internacional (Informal International Scientific Network), UNODC, Naciones Unidas.
Director del Hospital Juan A. Fernández.
Fundó y actualmente preside la Fundación Niños sin Tóxicos, Fundartox, una entidad de bien público y sin fines de lucro dedicada a la prevención, la asistencia y la investigación de las problemáticas relacionadas con la Toxicología.

## Trayectoria

### Las bases
Nació y vivió en Bragado, Provincia de Buenos Aires, Argentina donde completó sus estudios primarios y secundarios en la Escuela Normal de esa localidad, hasta egresar con el título de Bachiller con orientación biológica, momento en el que se traslada definitivamente a la Ciudad de Buenos Aires.

### Estudios
Carlos Damin comenzó sus estudios universitarios en la Facultad de Medicina de la Universidad de Buenos Aires, recibiéndose con título de médico en el año 1990. 
En la misma casa de estudios realizó el Doctorado de la Universidad de Buenos Aires obteniendo el título de Doctor en Medicina área Medicina Legal y Toxicología  con tesis "Estudio de Investigación Clínico, Bioquímico y Epidemiológico de las intoxicaciones agudas con drogas de comercialización ilícita" en el año 1998 y su especialización médica en Toxicología, obteniendo así el título de Médico Toxicólogo en el año 2000. También cursó estudios de especialización en Salud Pública en la Asociación de Médicos Municipales y Ministerio de Salud Pública de la Nación, en donde se recibió como sanitarista en 1998.

### Ciencia e investigación
Damin es una autoridad en el ámbito de la Toxicología argentina y en la prevención y asistencia de los consumos problemáticos de sustancias psicoactivas.
Sus principales investigaciones giran en torno a las adicciones y los consumos problemáticos de sustancias.
Es docente investigador de la UBA en la categoría II.

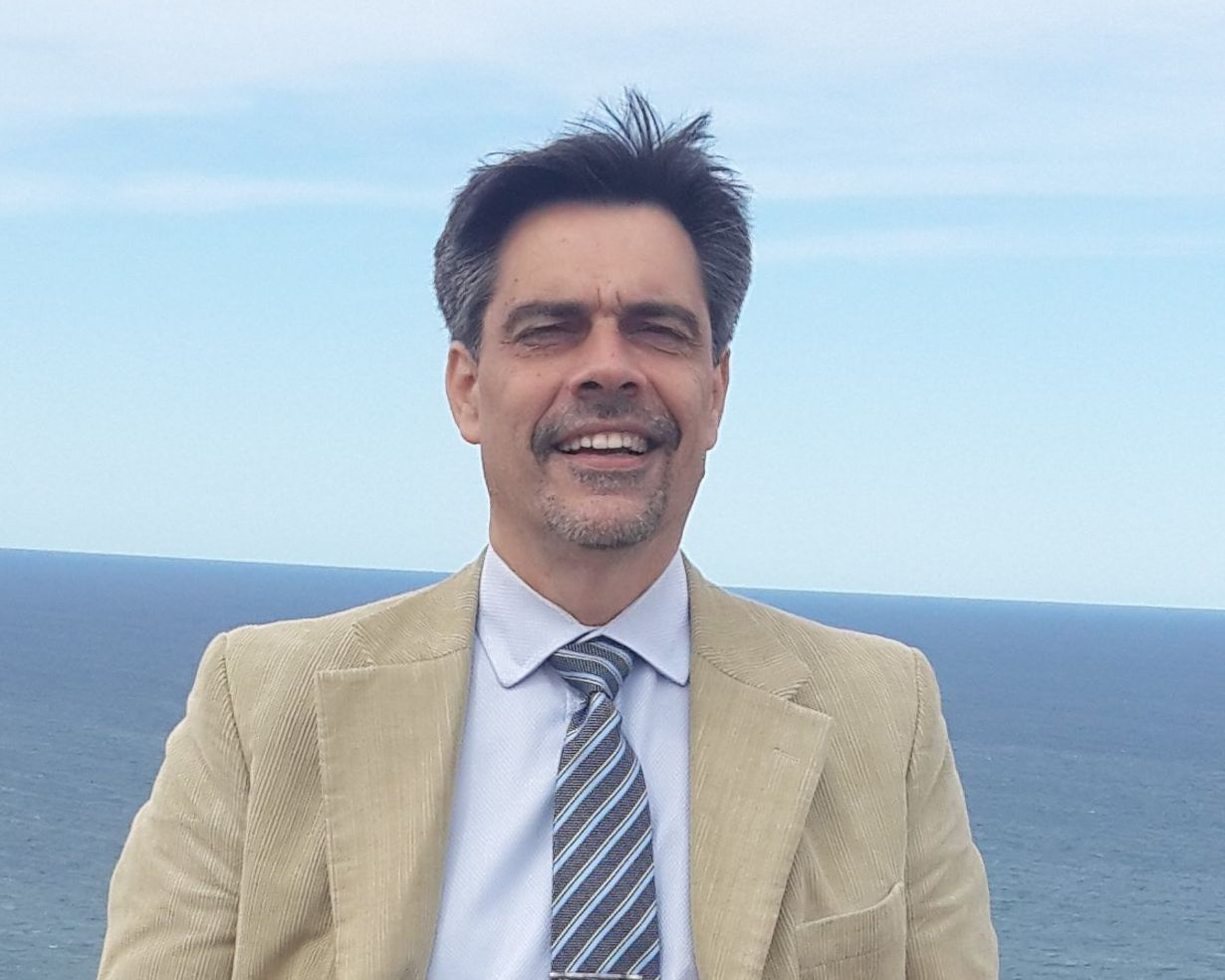
Carlos Damin en 2017

### Docencia
Es Profesor titular de la Primera Cátedra de Toxicología de la Facultad de Medicina de la Universidad de Buenos Aires desde 2006, Profesor Titular Plenario desde 2022 y Director de la Carrera de Médicos Especialistas en Toxicología de la misma Casa de Altos Estudios desde 2005.
Contribuyó fuertemente en la creación y desarrollo de la primera Residencia Médica de Toxicología en un hospital público de la Ciudad de Buenos Aires de la que fue su primer Coordinador General y autor del programa, en el año 2006.
Es autor de 2 libros de su especialidad: "Toxicología" publicado en 2021 por el Editorial "El Ateneo" y "Toxicología Clínica. Fundamentos para la prevención, diagnóstico y tratamiento de las intoxicaciones", publicado en 2022 por Editorial Médica Panamericana, habiendo participado en calidad de coautor en otras varias publicaciones.

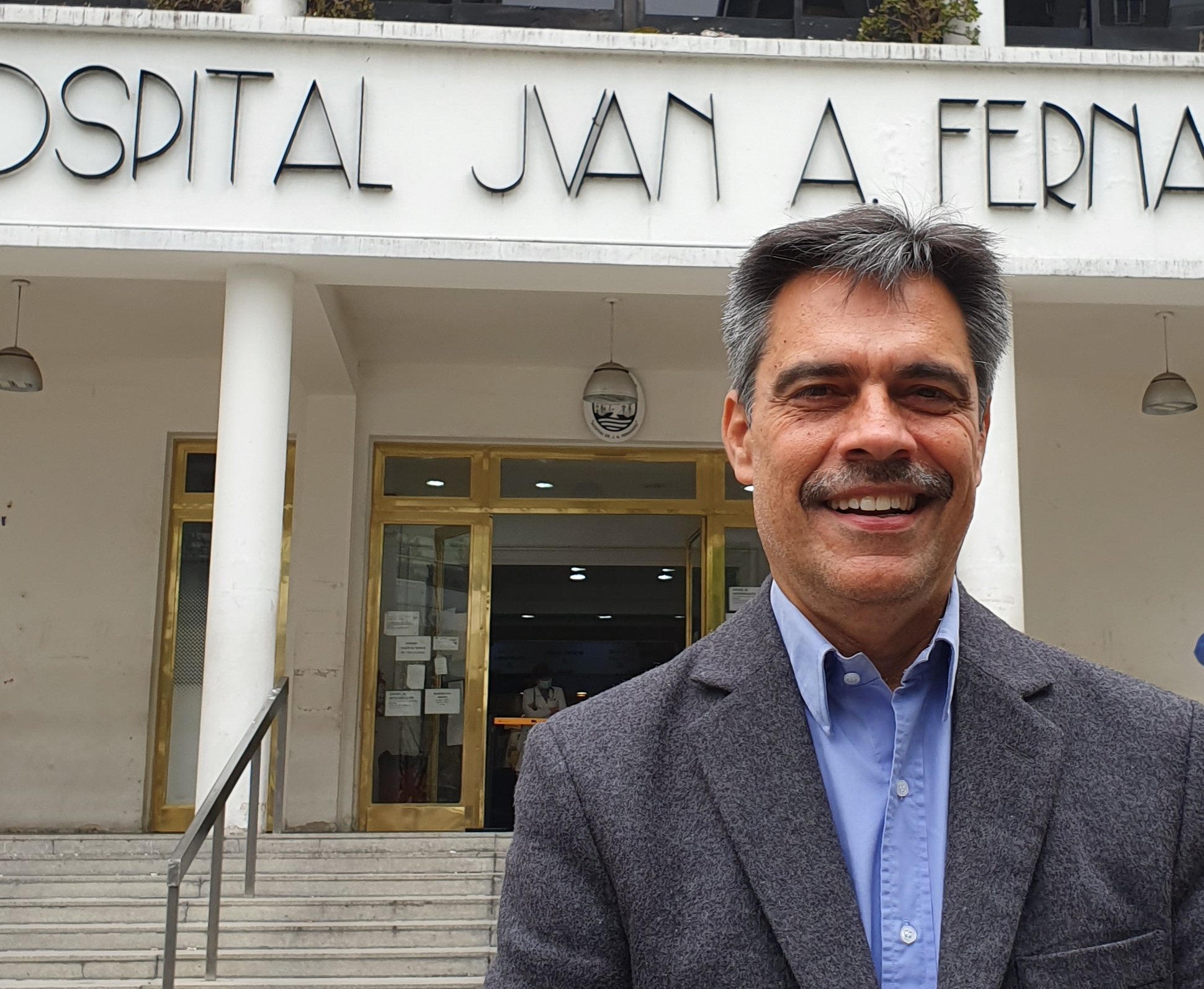
Carlos Damin en el Hosp. Fernández. 2020

## Trayectoria médica e institucional
Damin defiende la Salud pública y la educación pública. 
Trabajó desde sus inicios en el Hospital Fernández, donde ingresó como alumno y llevó a cabo toda su formación asistencial en el área de Urgencia y Toxicología, hasta alcanzar por concurso, la jefatura de Unidad de Toxicología que posteriormente, con el desarrollo del servicio, logra elevar a División Toxicología. Fue Subdirector del Hospital Udaondo y tuvo diferentes cargos y desempeños en el Ministerio de Salud Pública de la Nación y de la Ciudad de Buenos Aires.
En 2010, en el marco de un sostenido incremento en la demanda de pacientes consumidores de sustancias, logra la apertura de la Sala de Toxicología del Hospital Fernández, con ocho camas de internación; primera y única de la especialidad en un hospital general de agudos.
En 2015 integra la Red Científica Internacional de la Comisión de Drogas y Crimen de Naciones Unidas (UNODC‐WHO Informal International Scientific Network) desarrollando su actividad, principalmente en la Ciudad de Viena, Austria.
En 2016, junto con otros colegas argentinos, funda en San Miguel de Tucumán, la Sociedad Argentina para el Estudio de las Adicciones - SAEA, siendo su primer Presidente con mandato hasta el año 2020.
Desde mayo de 2017 hasta diciembre de 2023, coordinó la Política de Adicciones del Gobierno de la Ciudad de Buenos Aires. Se desempeñó como Subsecretario de Asuntos Académicos y desde marzo de 2018 ocupa el cargo de Secretario General de la Facultad de Medicina de la Universidad de Buenos Aires.
En enero de 2024 fue designado Director del Hospital Fernández de la Ciudad de Buenos Aires.
Ha desarrollado un amplio trabajo de prevención y en favor de la política de reducción de daños a lo largo de su carrera, dentro y fuera de su país.

## En los medios
- C5N (2013)[38]
- El Ángel de la Medianoche (2015)[39]
- Conversaciones La Nación (2016)[40]
- Efecto Mariposa (2016)[41]
- Misiones On-line (2016)[42]
- La Nación (Argentina) (2017)[43]
- Televisión Pública Argentina (2017)[44]
- Almorzando con Mirtha Legrand (2009-2011-2012-2013-2015-2016-2017-2020)[45][46][47][48][49]
- La Noche de Mirtha Legrand (2018-2019-2024-2025)[50][51][52][53]
- Cada Noche - Televisión Pública Argentina (2018)[54]
- Con bienestar - TN (2025)[55]

## Reconocimientos
- Personalidad Destacada de las Ciencias Médicas, Ley 5362 de la Ciudad de Buenos Aires (2015)[56][57]
- Líder de la Emergencia Toxicológica Argentina (2016)[58]
- Maestro de la Medicina Argentina  (2020 - 2021)[59][60]
- Premio Fundación Fess a la Excelencia Médica  (2021)[61][62]
- Distinción Ugarit en Ciencia y Técnica  (2022)[63]
- Ciudadano Ilustre de la Ciudad de Bragado  (2024)[64][65]